# (1965) van de Kamp
(1965) van de Kamp es un asteroide que forma parte del cinturón de asteroides y fue descubierto por Ingrid van Houten-Groeneveld, Cornelis Johannes van Houten y Tom Gehrels desde el observatorio del Monte Palomar, Estados Unidos, el 24 de septiembre de 1960.

## Designación y nombre
van de Kamp recibió al principio la designación de 2521 P-L.
Posteriormente se nombró en honor del astrónomo neerlandés Peter van de Kamp (1901-1995).

## Características orbitales
van de Kamp orbita a una distancia media de 2,568 ua del Sol, pudiendo alejarse hasta 2,839 ua y acercarse hasta 2,297 ua. Tiene una inclinación orbital de 2,22° y una excentricidad de 0,1056. Emplea 1503 días en completar una órbita alrededor del Sol.